# تاداو تاكاياما
تاداو تاكاياما (باليابانية: 高山 忠雄) (مواليد 24 يونيو 1904)، هو لاعب كرة قدم ياباني سابق كان يلعب كمهاجم. سبق له أن لعب مع منتخب اليابان.

## وصلات خارجية
- تاداو تاكاياما على موقع ناشيونال فوتبول تيمز (الإنجليزية)

- National Football Teams
- Japan National Football Team Database